# 卡利科羅克 (阿肯色州)
卡利科羅克（英語：Calico Rock）是一個位於美國阿肯色州伊澤德縣的城市。

## 地理
卡利科羅克的座標為36°07′21″N 92°08′01″W / 36.12250°N 92.13361°W，而該地的平均海拔高度為125米（即410英尺）。

## 人口
根據2020年美國人口普查的數據，卡利科羅克的面積為12.47平方千米，當中陸地面積為12.32平方千米，而水域面積為0.15平方千米。當地共有人口888人，而人口密度為每平方千米71人。